# Chumma
Chumma Jocqué, 2001 è un genere di ragni appartenente alla famiglia Amaurobiidae.

## Descrizione
Sono ragni molto piccoli, muniti di tre artigli, con la parte dorsale del cefalotorace prominente. Non hanno fovea e le filiere posteriore e mediana sono piuttosto ridotte.
I maschi di Chumma gastroperforata posseggono due paia di tasche addominali che hanno un ruolo durante l'accoppiamento.

## Distribuzione
La famiglia è endemica della Repubblica Sudafricana.

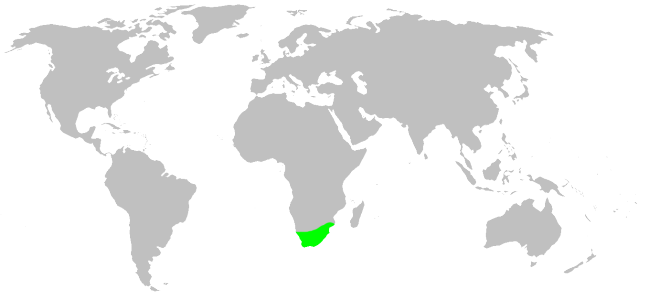
Chumma, distribuzione

## Tassonomia
A seguito di un lavoro di Wheeler et al., del 2017 è stato posto in sinonimia con la famiglia Amaurobiidae e ivi inglobato. Tale soluzione, pur essendo qui accettata e convalidata, non è condivisa dagli aracnologi Jocqué e Alderveireldt in un loro lavoro del 2018.
Attualmente, a gennaio 2021, si compone di 9 specie:
- Chumma bicolor Jocqué e Alderveireldt, 2018 — Sudafrica
- Chumma foliata Jocqué e Alderveireldt, 2018 — Sudafrica
- Chumma gastroperforata Jocqué, 2001 — Sudafrica
- Chumma inquieta Jocqué, 2001[2] — Sudafrica
- Chumma interfluvialis Jocqué e Alderveireldt, 2018 — Sudafrica
- Chumma lesotho Jocqué e Alderveireldt, 2018 — Lesotho
- Chumma striata Jocqué e Alderveireldt, 2018 — Sudafrica
- Chumma subridens Jocqué e Alderveireldt, 2018 — Sudafrica
- Chumma tsitsikamma Jocqué e Alderveireldt, 2018 — Sudafrica